# Цвота
Цвота (нем. Zwota) — бывшая коммуна в немецкой федеральной земле Саксония. С 1 января 2013 года входит в состав новообразованного города Клингенталь.
Подчиняется дирекционному округу Хемниц и входит в состав района Фогтланд. На 31 декабря 2012 население Цвоты составляло 1366 человека. Занимает площадь 21,84 км². Официальный код — 14 1 78 750.

Коммуна подразделялась на 3 сельских округа.